# Allison J35
Allison J35 – amerykański silnik turboodrzutowy produkowany w zakładach Allison Engine Company, pierwszy silnik United States Air Force ze sprężarka osiową, opracowany w tym samym czasie Alisson J33 miał sprężarkę odśrodkową.  Silnik opracowany był w zakładach General Electric, gdzie znany był pod odznaczeniem TG-180.
Pierwszym samolotem wyposażonym z J35 był XP-84 który odbył pierwszy lot w 1946.  Łącznie w latach 1946-1955 wybudowano 14 tysięcy silników tego typu w różnych wersjach.  Używany był w takich samolotach jak Bell X-5, Douglas XB-43 Jetmaster, North American B-45 Tornado, Convair XB-46, Boeing B-47 Stratojet, Martin XB-48, Northrop YB-49, Republic F-84 Thunderjet i Northrop F-89 Scorpion.